# Strada nazionale 8 (Regno d'Italia)
La strada nazionale 8 era una strada nazionale del Regno d'Italia, che congiungeva Trieste a Postumia ed oltre fino al confine con il Regno dei Serbi, Croati e Sloveni.
Venne istituita nel 1923 con il percorso "Dall'Adriatica Superiore n. 4 presso Trieste ad Opcina - Sesana - Storye - Senosecchia - Prewald - Postumia - Confine Jugoslavo verso Planina.".
Nel 1928, in seguito all'istituzione dell'Azienda Autonoma Statale della Strada (AASS) e alla contemporanea ridefinizione della rete stradale nazionale, il suo tracciato definì per intero la nuova strada statale 58 delle Grotte di Postumia.